# Notre-Dame-du-Sacré-Coeur-d'Issoudun
| Paroisse de Notre-Dame-du-Sacré-Coeur-d'Issoudun      |                        |
| Municipalité Notre-Dame-du-Sacré-Coeur-d'Issoudun.jpg |                        |
| Coordenadas: 46°35' N 71°37'W                         |                        |
| Província                                             | Quebec                 |
| Região administrativa                                 | Chaudière-Appalaches   |
| Incorporado em                                        | 4 de janeiro 1909      |
| Prefeito                                              | Annie Thériault        |
| Código postal                                         | G0S 1L0                |
|                                                       |                        |
| Área                                                  |                        |
| - Cidade                                              | 60,8 km², 23,5 mi²     |
| Fuso horário                                          | UTC -5                 |
| População (2006)                                      |                        |
| - Cidade                                              | 786                    |
| - Densidade                                           | 13 hab/km², 33 hab/mi² |

Notre-Dame-du-Sacré-Coeur-d'Issoudun é uma freguesia canadense da Regionalidade Municipal de Lotbinière, Quebec, localizado na região administrativa de Chaudière-Appalaches. Em sua área de pouco mais de sessenta quilómetros quadrados, habitam cerca de setecentas pessoas.
A municipalidade foi nomeada em 1903 em homenagem ao reverendo pais Missionários do Sagrado Coração, que haviam imigrado recentemente para Quebec, vindos de Issoudun no departamento francês de Indre , onde encontra-se um importante santuário de peregrinação mariana.